# José Rui
José Rui, właśc. José Rui de Pina Aguiar (ur. 6 listopada 1964 w Praia) – kabowerdeński piłkarz, grający na pozycji obrońcy, trener piłkarski.

## Kariera piłkarska

### Kariera klubowa
W 1987 rozpoczął zawodową karierę piłkarską w portugalskim União Santiago, a w 1990 przeszedł do O Elvas CAD. W 1992 przeniósł się do União Leiria. W 1993 został zaproszony do pierwszoligowego CF Os Belenenses, a w 1995 roku podpisał kontrakt z Vitória Setúbal, w którym występował do 2000 roku. W 2002 zakończył karierę piłkarza w wieku 38 lat w klubie Desportivo Beja.

### Kariera reprezentacyjna
9 kwietnia 2000 rozegrał jeden mecz w narodowej reprezentacji Republiki Zielonego Przylądka w meczu kwalifikacyjnym z Algierią.

## Kariera trenerska
Po zakończeniu kariery piłkarskiej rozpoczął karierę szkoleniową. Najpierw pomagał trenować, a w maju 2006 po rezygnacji trenera Carlosa Alhinho prowadził narodową reprezentację Republiki Zielonego Przylądka.